# Ronaldo Poletti
Ronaldo Poletti (Bauru, 31 de março de 1942 – Brasília, 19 de abril de 2024) foi um advogado, escritor, jurista, filósofo do direito e professor brasileiro. Bacharel em ciências jurídicas e sociais pela Faculdade de Direito do Largo de São Francisco, mestre e doutor em Direito pela Faculdade de Direito da Universidade de Brasília (UnB), foi também presidente do Instituto Histórico e Geográfico do Distrito Federal e da União dos Romanistas Brasileiros (URBS), além de professor doutor de Direito da UnB, Diretor do seu Centro de Estudos de Direito Romano e Sistemas Jurídicos e da “Notícia do Direito Brasileiro”, um órgão oficial da Faculdade.
Professor Emérito da Escola da Magistratura Federal da Primeira Região, foi Presidente do Instituto dos Advogados do Distrito Federal (IADF), Procurador de Justiça do Estado de São Paulo, Consultor Geral da República e Consultor Jurídico dos Ministérios da Justiça e da Aeronáutica. Foi um dos colaboradores da antiga revista Convivium, que teve entre seus colaboradores grandes figuras do pensamento brasileiro, como o filósofo paulista Vicente Ferreira da Silva. 

## Carreira Acadêmica

#### Precedentes e Formação Acadêmica
Filho da alagoana Zaida Pinto de Britto e do paulista Ribelle Poletti, este filho de imigrantes italianos, Ronaldo fez seu curso primário no extinto Colégio Stafford e o ginasial no tradicional Colégio de São Bento, ambos em São Paulo. Neste último, foi aluno de Dom Bernardo de Botelho Nunes (O.S.B), professor da disciplina de religião e seu diretor espiritual, que influenciou fortemente em sua formação católica. Foi também aluno do Colégio Rio Branco, onde teve aulas com o professor João Batista Damasco Penna, que, na tradição de pensamento dos escritores franceses Armand Cuvillier e de Jérôme Lalande, lhe introduziu ideias e conceitos da sociologia em voga e do pensamento iluminista francês. Neste colégio, foi também Diretor cultural do Grêmio e orador oficial na sessão solene de formatura. 
Na juventude, militou no Partido de Representação Popular (PRP), e no chamado Movimento Águia Branca, participando ativamente das atividades do Grêmio Cultural Jackson de Figueiredo e da Confederação dos Centros Culturais da Juventude. 
Fundador e presidente do Partido de Representação Acadêmica, colaborador da Revista XI de Agosto e da Revista Akademia, formou-se Bacharel em ciências jurídicas e sociais pela Faculdade de Direito da Universidade de São Paulo em 1966.
Durante sua trajetória na Faculdade, publicou uma série de trabalhos que abrangeram da Filosofia do Direito à Literatura; entre eles: "Estudo sobre o anteprojeto da Lei Orgânica da Previdência Social, cotejo com a lei em vigor", na disciplina de Direito Social; "Fundamentos filosóficos de uma Sociedade Internacional", 1965, na disciplina de Direito Internacional Público; "Rui e o conceito de classe conservadora", 1964; "Século XX Século de Síntese", maio de 1965; e "Monteiro Lobato, um modernista sem querer", Akademia nº 2, outubro de 1962.
Durante este período, sofreu grande influência do então professor catedrático da Faculdade e ex-reitor, Miguel Reale. Outros juristas contemporâneos, como o diretor da Faculdade em ano de sua formação e futuro Ministro da Justiça, Alfredo Buzaid; além do vice-diretor Gofredo Teles Júnior; também marcaram presença na formação de seu pensamento jurídico, que seria melhor elaborado em suas futuras obras.
Outros autores, direta ou indiretamente ligados ao meio cultural em que vivia, como o ex-chefe da AIB e então deputado federal, Plínio Salgado, forneceram base teórica para a superação dos dilemas impostos pelo materialismo, sobretudo de origem marxista, que empreendia uma aparente implacável marcha no ambiente político brasileiro.
Gustavo Corção; seu então "guru", Jacques Maritian; e o famoso crítico literário, Tristão de Athayde - três dos mais célebres autores do pensamento católico presente no Brasil da época -, foram extensivamente lidos pelo então graduando de Direito, juntamente com os documentos do em época recentíssimo Concílio Vaticano II, que houvera provido novos ares à Doutrina Social da Igreja - também outra relevante referência no pensamento do jurista paulista. João Del Nero, que também discorreu a respeito do ecumenismo e de outras questões envolvendo o pensamento social-cristão, figura igualmente no rol de suas influências.

#### Trajetória Pós-Universitária
Realizou sua especialização em Direito Político pela Faculdade de Direito da Universidade de São Paulo (1968/1969) nas disciplinas de "História das Idéias Políticas", "Método das Ciências Políticas" e "Direito Constitucional Comparado". Mais tarde, se especializaria em Direito Constitucional na Universidade de Brasília (1982/1983).
Concluiu seu mestrado em Direito - curso de mestrado "Direto-Estado" - pela Universidade de Brasília com a dissertação "A Vertente Romanista da Dicotomia Direito Público/Privado." - aprovada com distinção, em 29 de agosto de 1991. A banca fora constituída pelos Professores Pierangelo Catalano, da Universidade de Roma La Sapienza, José Carlos Moreira Alves, da Universidade de São Paulo e Inocêncio Mártires Coelho, da Universidade de Brasília.
Décadas mais tardes, concluiria seu doutorado em Direito - curso de doutorado "Estado e Constituição" - também na Universidade de Brasília. A tese de conclusão, “Elementos para um conceito jurídico de Império”, seria aprovada em 29 de outubro de 2007. A banca examinadora fora constituída pelos Professores Loussia Penha Mussi Félix, Aloísio Surgik, Acácio Vaz de Lima Filho, Menelick de Carvalho Netto, Cristiano Otávio Paixão Araújo Pinto e Frederico Henrique Viegas de Lima.
Em seu período universitário e após ele, Ronaldo Poletti esteve em constante contato com o escritor e pensador católico brasileiro Adolpho Crippa e com sua principal publicação: A "Revista Convívio". Sua experiência jornalística na agência de notícias "Planalto", do editor baiano Gumercindo Rocha Dorea, também contribuiu para suas bem-sucedidas interferências no meio jornalístico e para compreensão do funcionamento das operações políticas do Brasil. 
Todas estas influências, somadas às ditas na secção anterior, contribuíram para a construção de um pensamento crítico em relação às correntes do racionalismo exacerbado, do positivismo filosófico e do marxismo - todas as três figurando entre as mais populares tendências acadêmicas do Brasil, custando esta crítica do jurista paulista inimizades e mal-entendidos no seu próprio meio.
Nos últimos anos, em razão do maior aprofundamento de seus estudo a respeito do Direito Romano, Ronaldo Poletti intensificou seu contato com o pensamento e com a pessoa do jurista italiano Pierangelo Catalano, um dos mais laureados especialistas da área, e conhecido, sobretudo na Rússia, por suas contribuições a respeito do desenvolvimento do ius publicum no contexto do estado moderno e do modelo político liberal.

## Obra
Sua extensa obra está contida em centenas de artigos, trabalhos, livro e atas de congressos. 
Entre seus principais trabalhos podemos citar:

### Livros Editados
- Introdução ao Direito. São Paulo, Saraiva, 1991. 334p. 2ª ed. 1994. 3ª ed. 1996. 4ª ed. 2010. 326p.
- Conceito Jurídico de Império. São Paulo, Consulex. 360p. 1ª ed. 2009
- Elementos de Direito Romano Público e Privado. Brasília, Brasília Jurídica, 1996. 237p; 2ª ed. revista e aumentada, Brasília, Editora Consulex, 2014, 497p.
- Constituição Anotada. Rio de Janeiro, Forense, 2009. 570p.
- Da Constituição à Constituinte. Rio de Janeiro, Forense, 1986.175p.
- A Constituição de 1934. Brasília, Senado Federal e Ministério da Ciência e Tecnologia, Centro de Estudos Estratégicos, 1999. 194p. Col. Constituições Brasileiras.
- O Decreto-lei na Constituição. Palermo e São Paulo, Renzo Mazzone editor, 1986. 63p.
- Controle da Constitucionalidade das Leis. Rio de Janeiro, Forense, 1985. 239p.; 2 ed. rev. e ampl., de acordo com a Constituição de 1988. Rio de Janeiro, Forense, 1995. 239p. 3ª tiragem, 1996. 4ª e 5ª tiragens, 1998.
- O Poder Legislativo. Legislativo e Executivo. Brasília, Fundações Petrônio Portela e Milton Campos, 1981, 2ed. 1983.
- Pareceres da Consultoria Geral da República, agosto de 1984 a março de 1985. 291p.

### Outros Trabalhos

#### Teoria do Direito
- A Ordenação Constitucional do Estado. Política, Revista da Fundação Milton Campos, nº 8, abr/jun. 1978; Convivium 2/82.
- Aspectos jurídicos dos Partidos Políticos. Correio Braziliense, de 30 de setembro de 1979.
- As estruturas políticas contemporâneas. Arquivos do Ministério da Justiça, nº 150,abr./jun. 1979; Convivium 1/81.
- A revolução do desenvolvimento. Carta-Comunicação Mensal do Centro do Desenvolvimento - maio de 1969.
- O sufrágio universal. Revista de Informação Legislativa nº 68/80: Revista Forense nº 275; Revista Arquivos do Ministério da Justiça nº 162, ano 39, abr./jun. 1982.
- Os valores da Constituição. Convivium nº 1/83.
- Constituição e Humanismo. Convivium nº 2/83.
- A Democracia pelos partidos. Convivium, 5/86.
- Assembléias Populares e Democracia Direta. Notícia do Direito Brasileiro. Nova Série. Brasília, UnB/Faculdade de Direito, (3): 99-108. jan./jul. 1997. Brasília, 1998
- Conceito Jurídico de Império. Estrato da “Roma e América Diritto Romano Comune”. Atti del Congresso Internazionale “Mundus Novus. América Latina. Sistema Giuridico Latinoamericano”. Roma, Mucchi Editore, 2004: pp.41-55.
- Soberania e Império na Ordem Jurídica Internacional. Notícia do Direito Brasileiro. Nova Série. Brasília, UnB/Faculdade de Direito (11): 185-189 Brasília, 2005.
- Conceito Jurídico de Império. Notícia do Direito Brasileiro. Nova Série. Brasília, UnB/Faculdade de Direito (12): 235-254. Brasília, 2006.
- A Dialética entre o Positivismo e o Jusnaturalismo. Considerações à margem de um texto de Norberto Bobbio. Brasília. Prática Jurídica ano VIII, n. 93, 31.12.2009. p.17-19
- Municípios e Poderes Tribunícios. Diritto@Storia. Rivista Internazionale di Scienze Giuridiche e Tradizione Romana. Ano IX -2010 – Quaderno n. 9 – Nova Série. Memorie: Giuramento della plebe al Monte Sacro.
- Anotações jurídicas à margem do discurso iluminista. Revista do Tribunal Regional Federal da Primeira Região. Vol. 29 n. 5/6 maio/junho 2017, pp. 79-86

### A Propósito de outros Escritores
- O pensamento político de Miguel Reale. Miguel Reale na UnB. Brasília, UnB, 1981; Revista Arquivos do Ministério da Justiça. nº 159 e Convivium nº 2/82, mar./abr. 1982, ano XXI, vol.25. O texto com alguns acréscimos foi publicado em Miguel Reale, Bibliografia e Estudos Críticos, Centro de Documentação do Pensamento Brasileiro, Salvador, 1999, pp. 133-201, sob o título “O Conceito de Democracia Social em Miguel Reale”.
- A propósito da dialética em Miguel Reale, Miguel Reale: estudos em homenagem a seus 90 anos/ coord. de Urbano Zilles; org. de Antonio Paim, Luis Alberto De Boni, Ubiratan Borges de Macedo, Porto Alegre, EDIPUCRS, 2000, pp. 217-240
- Miguel Reale, uma vida gloriosa. Ensaios Montezuma. Brasília, Instituto dos Advogados do Distrito Federal, nº 1(1): 165-170 – ag./set. 2006.
- O direito em Plínio Salgado. Anais do Centenário e da 2ª Semana Plínio Salgado, São Paulo, edições GRD, 1996, p.97-132.
- O Direito em Santo Agostinho. Revista do Tribunal Regional Federal da Primeira Região. Vol. 29 n. 1/2 jan./fev. 2017, pp. 80-88
- Direito em Gramsci. Sociedade e Estado. Brasília, 4(2):69-79, jul./dez. 1989. Revista semestral do Departamento de Sociologia da UnB.
- Direito Romano em Gramsci. Revista de Informação Legislativa. Brasília, 28 (109): 235-236. jan./mar. 1991; também na Convivium 34(30): 177-188 jul./dez. 1990 (publicado em 1993).

#### Liberalismo
- Liberalismo, propriedade e questão agrária. Revista de Informação Legislativa, 23(91): 141-52,jul./set. 1986.
- Anotações críticas ao liberalismo político e o seu cotejo com o tribunato – Uma perspectiva romanista. Temas contemporâneos do Direito. Homenagem ao bicentenário do Supremo Tribunal Federal. (coord. Luiz Guerra) Brasília, Guerra Editora, 2011. pp. 801/818
- Liberdade capitalista no estado de direito. Revista de Informação Legislativa, 24 (95): 163-70,jul./set. 1987.
- Liberalismo e a evolução do conceito de propriedade. Caderno Liberal nº 10, Instituto Tancredo Neves de Estudos Políticos e Sociais, fev. 1986.
- Estado, Economia e Liberdade. Caderno Liberal nº 18, Instituto Tancredo Neves de Estudos Sociais e Políticos e Fundação Friedrich Naumann, mai. 1986.
- Liberdade e Desenvolvimento Capitalista. Convivium, 4/86.
- A Propriedade e a Soberania dos povos. Notícia do Direito Brasileiro. Nova Série. Brasília, UnB/Faculdade de Direito (7): 175-204. Brasília, 2000.

#### Formação Política e Jurídica do Brasil
- A idéia brasileira de Império. Direito Política Filosofia Poesia: estudos em homenagem ao Professor Miguel Reale, em seu octogésimo aniversário. Coord. Celso Lafer e Tércio Sampaio Ferraz Jr. São Paulo, Saraiva, 1992, p.549-564.
- Aspectos jurídicos da dívida externa brasileira. Principi Generali Del Diritto e Iniquità Nei Rapporti Obbligatori. Aspetti Giuridici Del Debito Internazionale Dei Paesi latinoamericani. II Università di Roma-Centro di Studi Latino-Americani; Consiglio Nazionale Delle Ricerche-Progetto Italia-America Latina. 1992. p.388/401; publicado também na Convivium 34(30): 117-123 jan./jun. 1991 (publicado em 1993).
- O Município Brasileiro e a Reforma do Estado. Notícia do Direito Brasileiro. Nova Série. Brasília, UnB/Faculdade de Direito, (2): 81-106. jul./dez., 1996. Brasília, 1997.
- O direito certo por linhas tortas. O problema da federação brasileira. Uma contribuição para a memória da criação do Estado do Mato Grosso do Sul, Na Fronteira: Conhecimento e Práticas Jurídicas para a Solidariedade Emancipatória. (org. José Geraldo de Sousa Junior). Porto Alegre, Síntese, 2003. 463p.
- O avanço do Common Law (falso ou verdadeiro?) e o recuo do romanismo na América Latina. Um projeto de pesquisa. O caso brasileiro. Notícia do Direito Brasileiro. Nova Série. Brasília, UnB/Faculdade de Direito (5):133-181. jan./jul. de 1998. Brasília, 1999.
- O Município Brasileiro e a Reforma do Estado. Democrazia e Riforma Dello Stato In América Latina. A cura de Pierangelo Catalano. Sassari, ASSLA – Associazione di Studi Sociali Latino-Americani., 2000. pp.153-170
- O município no constitucionalismo brasileiro. Revista do Tribunal Regional Federal da Primeira Região. Vol. 30 n. 3/4 março/abril 2018, pp. 85-100

#### Direito Romano
- Direito Público Romano. Instrumento de Crítica. Revista de Informação Legislativa. 30(117):371-398 jan./mar. 1993.
- Tradição jurídica romana e Império do Brasil. Tradizione Giuridica Romana e Istituzioni Indigene Del Brasile. Sassari, Consiglio Nazionale Delle Ricerche. Progetto Italia - America Latina. Coord. Associazione Di Studi Sociali Latinoamericani. Rediconti VIII: 31-40, 1993.
- A idéia democrática no direito Romano'. Revista de Informação Legislativa. Brasília, a. 30, nº 120 out./dez. 1993. p.89-105.
- O Direito Público Romano no Brasil, Notícia do Direito Brasileiro. Nova Série. Brasília, UnB/Faculdade de Direito (8): 73-108. Brasília, 2001.
- O Direito Romano na Integração Jurídica da América Latina Frente ao Fenômeno da Globalização. Notícia do Direito Brasileiro. Nova Série. Brasília, UnB/Faculdade de Direito (10): 131-139. Brasília, 2004.

#### Diversos.
- A Maçonaria de ontem e do amanhã. Anais do Congresso. A Maçonaria de Ontem e do Amanhã. Academia Maçônica de Letras do Distrito Federal. Brasília, set.1989. 135:140.
- O julgamento de Nuremberg. Notícia do Direito Brasileiro. Nova Série. Brasília, UnB/Faculdade de Direito, (3): 179-187. jan./jul. 1997. Brasília, 1998
- Literatura e Direito. Notícia do Direito Brasileiro. Nova Série. Brasília, UnB/Faculdade de Direito (9): 241-258. Brasília, 2002.
- A Origem Religiosa da Cultura. Egrégora, Ano XI, nº 41, Brasília, órgão de divulgação da Loja Miguel Archanjo Tolosa, jun./ag. 2003.
- Rui Barbosa e a Maçonaria. Notícia do Direito Brasileiro. Nova Série. Brasília, UnB/Faculdade de Direito (15): 183-209. Brasília, 2009.
- Joaquim Nabuco na Faculdade de Direito de São Paulo. Referências à Advocacia e às letras jurídicas. Prática Jurídica ano IX, n. 100, julho/2010. p. 14
- Notas sobre o banimento e seus efeitos'. Ciência Penal, ano II, nº 3, 1975; Arquivos do Ministério da Justiça, ano 33, nº 137, jan./mar. 1976; Revista Forense, vol.255.
- Das diferenças entre extradição, expulsão e deportação. Arquivos do Ministério da Justiça, ano 34, nº 138, abr./jun.1976; Revista dos Tribunais, ano 66, abr. 1977, vol 498.
- A Revolução de 1964 e a ordem jurídica. Arquivos do Ministério da Justiça nº146, abr./jun. 1978; Correio Braziliense, de 18 de fevereiro de 1979

## Condecorações
- Ordem do Rio Branco, no grau de Comendador, Decreto de 11 de abril de 1977.
- Medalha Mérito Santos Dumont, Portaria de 16 de junho de 1983, do Sr. Ministro da Aeronáutica.
- Ordem do Mérito Aeronáutico no grau de Grande Oficial, por Decreto de 20 de setembro de 1984.
- Ordem Nacional do Mérito Educativo, no grau de Comendador, por Decreto de 13 de fevereiro de 1986.
- Ordem do Mérito das Forças Armadas, no grau de Oficial, por Decreto de 26 de junho de 1991.
- Ordem do Mérito Cultural “Carlos Gomes”, no grau de Comendador, ato da Assembléia Geral da Sociedade Brasileira de Artes, Cultura e Ensino, Campinas, 13 de novembro de 2003.